# Rossville (Illinois)
Rossville és una població dels Estats Units a l'estat d'Illinois. Segons el cens del 2000 tenia 1.217 habitants.

## Demografia
Segons el cens del 2000, Rossville tenia 1.217 habitants, 533 habitatges, i 341 famílies. La densitat de població era de 350,7 habitants/km².
Dels 533 habitatges en un 27,6% hi vivien nens de menys de 18 anys, en un 50,8% hi vivien parelles casades, en un 10,1% dones solteres, i en un 36% no eren unitats familiars. En el 32,3% dels habitatges hi vivien persones soles el 18% de les quals corresponia a persones de 65 anys o més que vivien soles. El nombre mitjà de persones vivint en cada habitatge era de 2,28 i el nombre mitjà de persones que vivien en cada família era de 2,89.
Per edats la població es repartia de la següent manera: un 23,3% tenia menys de 18 anys, un 8,6% entre 18 i 24, un 25,2% entre 25 i 44, un 24,3% de 45 a 60 i un 18,6% 65 anys o més.
L'edat mediana era de 41 anys. Per cada 100 dones de 18 o més anys hi havia 86,1 homes.
La renda mediana per habitatge era de 36.442 $ i la renda mediana per família de 43.882 $. Els homes tenien una renda mediana de 32.083 $ mentre que les dones 19.813 $. La renda per capita de la població era de 16.794 $. Aproximadament el 7,8% de les famílies i el 9,8% de la població estaven per davall del llindar de pobresa.

## Poblacions més properes
El següent diagrama mostra les poblacions més properes.